# Miantochora griseata
Miantochora griseata är en fjärilsart som beskrevs av Robert H. Carcasson 1964. Miantochora griseata ingår i släktet Miantochora och familjen mätare. Inga underarter finns listade i Catalogue of Life.